# Robert Moray
Robert Moray (1608 of 1609 - 4 juli 1673) was een Schots militair, diplomaat, geleerde, vrijmetselaar en een van de oprichters - en later president - van de Royal Society.
Robert Moray was de zoon van Mungo Murray en werd geboren in het Schotse graafschap Perthshire. Na het doorlopen van de Universiteit van St Andrews, vervolgde hij zijn opleiding in Frankrijk, waar hij in de Garde Écossaise van het Franse leger de rang van kolonel bereikte. Daar raakte hij bevriend met kardinaal de Richelieu, eerste minister van Lodewijk XIII van Frankrijk.
Terug in Schotland werd hij generaal bij de artillerie van het leger van de Convenanters, waarmee hij in 1641 Engeland binnenviel. Tijdens deze militaire campagne in de Bishops' Wars werd Moray in Newcastle upon Tyne geïnitieerd in de vrijmetselaarsloge aldaar, een onderafdeling van de loge Mary's Chapel van Edinburgh. Vanaf dat moment verschijnt op zijn correspondentie regelmatig het pentagram van de vrijmetselarij.
Op 10 januari 1643 werd hij in Oxford door Karel I van Engeland in de adelstand verheven, waarna hij zich sir mocht noemen. Datzelfde jaar vocht hij in Duitsland mee in het leger van Jules Mazarin, de opvolger van Richelieu, en werd daarbij in Beieren gevangengenomen. Als kolonel van het Schotse regiment was hij tegelijkertijd onderhandelaar voor Frankrijk, maar Mazarin weigerde aanvankelijk het losgeld voor hem te betalen. Pas in april 1645 betaalde Mazarin het losgeld van £16.500. Na zijn vrijlating keerde hij naar Engeland terug, waar Karel I na het verliezen van de Slag bij Naseby en de Slag bij Marston Moor zich had overgegeven aan de Schotten. Moray werd nu de secretaris van Karel I en hij was het die in 1646 te Newcastle de vlucht van Karel I in vrouwenkleding  arrangeerde. Karel I bedacht zich echter op het laatste moment, uit angst om in een compromitterende situatie ontdekt te worden. De Schotten leverden Karel I vervolgens tegen een som geld uit aan Oliver Cromwell, die hem in 1649, na nieuwe pogingen van royalisten om de macht te grijpen, liet onthoofden.
Moray overreedde vervolgens de prins van Wales, de toekomstige Karel II van Engeland, om zich in Scone tot koning der Schotten te laten kronen, hetgeen op 1 januari 1651 gebeurde. Kort daarna verloor Karel II de Slag bij Worcester en vluchtte naar Frankrijk. Ten tijde van het Engelse Gemenebest (1649-1660) leefde Robert Moray in het buitenland; in 1656 was hij in Brugge, van 1656 tot 1659 verbleef hij te Maastricht, waar hij bevriend was met de militaire gouverneur, Frederik Magnus van Salm. In 1659 voegde hij zich bij Karel II in Parijs en na de Restauratie vestigde hij zich in Londen, waar de koning hem een appartement in het Palace of Whitehall gaf.
Bij de oprichtingsvergadering van de Royal Society in 1660 was Robert Moray voorzitter. Hij zorgde ook voor het predicaat 'koninklijk', dat Karel II prompt verleende.
Moray was gehuwd met Sophia Lindsay, dochter van David Lindsay, de 12e graaf van Crawford. Na haar dood leefde hij teruggetrokken, zich wijdend aan chemische experimenten en wetenschappelijke uiteenzettingen. Als geleerde kan Moray omschreven worden als een uomo universale, die zich onder andere bezighield met scheikunde, farmacologie, biologie, mineralogie, metallurgie, magnetisme en toegepaste wetenschappen (visserij, houtvesterij, mijnbouw, scheepsbouw, watermolens en windmolens). Moray was bevriend met een groot aantal bekende wetenschappers en kunstenaars, waaronder Samuel Pepys, James Gregory, Andrew Marvell, John Evelyn en Gilbert Burnet.
Moray stierf in 1673 en werd begraven in Westminster Abbey.